# Dlake
Dlake su nitaste izrasline građene od bjelančevina, koje postoje samo u sisavaca. 
One izlaze iz epiderme, iako izrastaju iz folikula koje su smještene dublje, u dermi. Iako mnogo drugih organizama, pogotovo kukaca, imaju nitaste izrasline, one se ne smatraju dlakama. Takve "dlake" (trihomi) postoje i kod biljaka. Izrasline te vrste kod člankonožaca, kao što su insekti i pauci, nazivaju se čekinje. Sve dlake na tijelu sisavaca (osim ljudi), uključujući i kosu čine krzno. Postoji i mnogo vrsta mačaka, pasa i miševa koji imaju malo ili uopće nemaju krzno. Kod nekih vrsta krzno postoji u samo nekim razdobljima života. 
Osnovni je građevni materijal dlake keratin. Keratini su bjelančevine, dugolančani polimeri aminokiselina.

## Kosa
Kosa je skup vlasi (dlaka) koje postoje samo u sisavaca, i to samo na glavi. 
Ljudska kosa je mnogo duža nego kod ostalih sisavaca (dlake na glavi), a dlake su raspoređene gušće nego na ostatku tijela. Prosječno ljudsko tjeme ima oko 100.000 folikula. Tijekom života iz jedne folikule može izrasti 20 različitih vlasi.

## Rast i razvoj dlaka na tijelu
Na različitim dijelovima ljudskog tijela rastu različite vrste dlaka. Od djetinjstva prema starosti, dlake pokrivaju cijelo tijelo, osim dijelova kao što su usne, dlanovi, pupak, tabani i neki vanjski dijelovi genitalija, bez obzira na spol i rasu. Gustoća dlaka varira od osobe do osobe. 
Rasteća razina muških hormona (androgena) u pubertetu uzrokuje transformaciju dlačica, velusne dlake, u terminalne dlake na pojedinim dijelovima tijela, ponajprije pubičnih dlaka u oba spola, zatim brade i dlaka na prsima u muškaraca, pazušnih dlaka, dlaka na nogama, rukama, kod nekih i leđima i stražnjici.